# Pseudanthias pictilis
Pseudanthias pictilis är en fiskart som först beskrevs av Randall och Allen, 1978.  Pseudanthias pictilis ingår i släktet Pseudanthias och familjen havsabborrfiskar. IUCN kategoriserar arten globalt som livskraftig. Inga underarter finns listade i Catalogue of Life.